# 영도
영도(影島)는 부산광역시 중구·동구·서구와 함께 부산광역시의 원도심(原都心)을 이루는 섬으로, 섬 전체가 부산광역시 영도구를 구성한다. 절영도(絕影島)라고도 불린다.
섬의 면적은 14.12 km2이고, 해안선의 길이는 20.5km이고, 최고점(봉래산)의 높이는 395m이다. 섬의 북동쪽은 부산 북항과, 섬의 남서쪽은 부산 남항과 접한다. 북서쪽은 비교적 완만하여 주거가 밀집해 있고, 해안에는 조선소를 비롯하여 도자기 공장, 대한중기 등 많은 공장과 수산시험장이 있다. 1934년에 가설된 도개교(跳開橋)인 영도대교로도 유명하다.

## 역사

### 구명 유래
영도는 원래 절영도로 불렸다. 절영도가 역사 기록으로 처음 등장한 것은 '삼국사기'이다. 여기서는 절영도가 아닌 절영산으로 나온다. 절영산이란 그림자가 끊어진 섬이란 의미이다. 여기서 절영산이 지금의 '봉래산'이다.
'고려사'에는 '절영도 총마'로 나타나며, 절영산이 있는 섬이라는 뜻으로 절영도라고 불렸고 이후 공식적으로 절영도로 불렸다. 1601년 설치된 절영도왜관, 1881년 설치된 절영도진 등 절영도가 나타난다.
러시아 제국이 조선 말기에 이곳을 조차할려고 하였으나, 독립협회에 의해서 이러한 시도가 저지되었다.
일제강점기에는 '목도'를 공식 명칭으로 썼지만 절영도라는 지명은 지속적으로 사용했다. 일반적으로 세 글자의 지명을 줄일 때는 앞글자를 따는 것이 보편적이다. 그러나 절영도는 절도라 부르지 않고 영도라고 부른다. 절도는 도둑을 연상하기 때문인 것으로 추정된다.

### 일제강점기
1910년 일본 제국주의의 수탈이 극심할 때, 항구를 낀 영도는 당시 일본에게 황금의 땅이었다. 조선의 물자는 배를 통해 일본으로 빠져나갔고 오가는 배들의 교차로였던 영도는 조선소를 짓기에 최고의 요충지였다.
1937년 국내 최초 철강 조선소인 조선 중공업이 영도에 세워져 영도는 조선사업의 시작점이자 중심지였다.
우리나라가 해방되면서 일본사람들이 모두 물러나고 그 시설들이 우리에게 돌아와 대한민국이 직접 배를 건조할 수 있게 되었다. 그리고 일제가 만든 영도의 조선소는 목선에서 철선을 만드는 조선소로 바뀌고, 이 조선소를 우리나라 사람이 인수하여 대한조선공사, 나중에는 한진중공업으로 이름을 바꾸었다.

### 랜드마크
"영도다리 아래서 만나자":
한국전쟁 당시 부산으로 내려온 피난민들은 연락할 방도가 없어 영도다리를 거점으로 서로 만나기를 기약했다. 당시 가족들과 헤어진 사람들이 가족을 기다리던 일종의 랜드마크였던 것이다.

## 같이 보기
- 영도구